# Уильямс Реболледо, Хуан
Хуан Уильямс Реболледо (исп. Juan Williams Rebolledo; 1825, Куракави — 24 июня 1910, Сантьяго, Чили) — чилийский военно-морской, политический и государственный деятель, вице-адмирал, командующий ВМС Чили и губернатор Талькауано.

## Биография
Сын британского моряка Джона (Хуана) Уильямса (1798—1857), служившего на флоте Чили под командованием лорда Томаса Кокрейна. С 1844 года служил на флоте. В 1846 году был произведен в офицеры. В 1850 году принял командование бригантиной «Метеор». В 1851 году служил на фрегате «Чили», на борту которого участвовал в подавлении антиправительственного восстания. С 1852 по 1854 год командовал баржей «Infatigable». В 1855 году был отправлен в Англию в качестве заместителя капитана новопостроенного корвета «Эсмеральда». В марте 1857 года командовал судном «Анкуд», руководил, в частности, гидрографическими исследованиями вдоль побережья Чили. В 1860 году был назначен командиром паровой канонерской лодки «Майпу». В 1861 году принял участие в подавлении антиправительственного восстания полковника Барбозы.
В 1855 году стал командующим арсеналом и морским губернатором провинции Атакама.
В 1865 году, командуя корветом «Эсмеральда», участвовал в Первой тихоокеанской войне против Испании. Отличился в морской битве при Папудо, когда ему удалось захватить испанскую канонерскую лодку «Ковадонго» (26 ноября 1865 г.).
После войны был военно-морским инструктором, занимался обучением новое поколение офицеров ВМФ. Кроме того, руководил модернизацией чилийского флота. В 1874 году назначен командующим флотом.
В 1874 году был избран членом Палаты депутатов Чили от портового города Вальпараисо.
В 1877 году получил чин контр-адмирала. С 1879 года — главнокомандующий флотом.
Участник Второй тихоокеанской войны против Перу и Боливии.
В конце 1879 года вступил в конфликт с министром флота и ушел в отставку.
В 1886 году был назначен комендантом Вальпараисо, в 1889 году — директором Военно-морской академии, а в 1890 году стал главнокомандующим военно-морским флотом Чили.
После начала Гражданской войны в Чили (1891) сохранил верность президенту Бальмаседе, после поражения которого отправлен в отставку.
За два года до смерти ему специальным указом было присвоено звание вице-адмирала.

## Память
- В его честь назван город-порт Пуэрто-Уильямс.